# 静岡市立井川小学校
静岡市立井川小学校（しずおかしりつ いかわしょうがっこう）は、静岡県静岡市葵区井川にあった公立小学校。2016年に同市立井川中学校と統合され、静岡市立井川小中学校となった。

## 沿革
井川小学校（1874-1973）
- 1874年（明治7年）4月10日 - 「井川教文社」として創立。[1]

井川小学校（1973-2016）
- 1973年（昭和48年）4月1日 - （旧）井川小学校と井川北小学校が統合、田代358番地に移転の上、新しい静岡市立井川小学校として発足[2]。
- 1974年（昭和49年）6月1日 - 井川708番地に新校舎が完成し移転[2]。
- 2016年（平成28年）3月18日 - 静岡市立井川小学校として最後の修了式[3]。
  - 4月7日 - 静岡市立井川小学校と静岡市立井川中学校を統合し、小中一貫校・静岡市立井川小中学校が発足[4]。

閉校後
- 2024年（令和6年）2月 - 校舎跡を南アルプスや地域の魅力を発信するミュージアムとして整備する計画が発表された。2025年（令和7年）6月開館予定[5]

## 児童数推移
生徒児童数の推移。
- 1973年（昭和48年） - 199
- 1974年（昭和49年 - 179
- 1975年（昭和50年） - 173
- 1976年（昭和51年） - 175
- 1977年（昭和52年） - 166
- 1978年（昭和53年） - 155
- 1980年（昭和55年） - 147
- 1981年（昭和56年） - 122
- 1982年（昭和57年） - 120
- 1983年（昭和58年） - 104
- 1984年（昭和59年） - 98
- 1986年（昭和61年） - 74
- 1989年（平成元年） - 62
- 1992年（平成4年） - 57
- 1994年（平成6年） - 47
- 1995年（平成7年） - 48
- 1996年（平成8年） - 32
- 1997年（平成9年） - 24
- 1998年（平成10年） - 25
- 1999年（平成11年） - 26
- 2001年（平成13年） - 21
- 2002年（平成14年） - 26
- 2003年（平成15年） - 25
- 2004年（平成16年） - 21
- 2005年（平成17年） - 18
- 2006年（平成18年） - 16
- 2007年（平成19年） - 14
- 2008年（平成20年） - 10
- 2009年（平成21年） - 7
- 2010年（平成22年） - 5
- 2011年（平成23年） - 5